# Nidderau
Nidderau – miasto w Niemczech, w kraju związkowym Hesja, w rejencji Darmstadt. Jest piątym co wielkości miastem powiatu Main-Kinzig. Na terenie miasta znajdują się pozostałości średniowiecznego zamku w Windecken.
Miasto Nidderau powstało w wyniku dobrowolnego połączenia się miasta Windecken oraz gminy Heldenbergen w ramach reformy regionalnej Hesji 1 stycznia 1970 roku. 2 lata później przyłączyły się sąsiadujące od północy miejscowości Eichen i Erbstadt. W 1974 dołączyła kolejna miejscowość Ostheim. Od czasu połączenia miast, między dzielnicami istniał słabo zaludniony obszar. Po długich obradach władz i mieszkańców zdecydowano o zagospodarowaniu tego obszaru jako nowego centrum miasta. W 2016 powstało wielkopowierzchniowe centrum handlowo-usługowe pod nazwą Nidderforum. Pozostałe okolice zostały zatwierdzone pod budowę restauracji, domów prywatnych i mieszkań na wynajem. Nidderau jest miastem partnerskim miasta Gehren w Turyngii.
W mieście jest stacja kolejowa Nidderau.